# سندرم مرد سنگی
فیبرودیسپلازی استخوانی‌شونده پیشرونده (به انگلیسی: Fibrodysplasia ossificans progressiva) یا سندرم مرد سنگی (Stone Man Syndrome) یک بیماری بسیار نادر بافت همبند است که در آن یک جهش ژنی موجب می‌شود بافت عضلانی و بافت همبند مانند عضلات، تاندون‌ها و رباطها به تدریج با استخوان جایگزین شوند.

## بیماری‌زایی
جهش اتوزومال غالب ژن ACVR1 یا activin-like kinase 2 [ALK-2] در کروموزوم 2q23-24 عامل بیماری است.
استخوانی شدن گاه خودبخود یا بدنبال تروماهای خفیف ایجاد می‌شود. پیشرفت آن گاه موجب جمود دائمی مفاصل می‌شود.از علائم بیماری کوتاه بودن انگشت شست پا و هالوکس والگوس (انحراف شست به داخل) است. در مراحل پایانی شخص به مجسمه‌ای انسان نما تبدیل می‌شود که امکان خم شدن ندارد و دقیقاً مانند یک مجسمه او را جابه جا می‌کنند. گاه جراحی ضرورت می‌یابد.